# Битва на Свияге
Битва на реке Свияге или битва на Итяковом поле — крупное трёхдневное сражение в ходе русско-казанской войны 1521—1524 годов.

## Предыстория
В кампании 1524 года Василий III снарядил против Казани судовую рать и конное войско. Во главе последнего стояли бояре Иван Васильевич Хабар Симский и Михаил Семёнович Воронцов. Передовая часть судовой рати во главе с князем Иваном Бельским, прибыв к Казани, дожидалась подхода своих арьергардов и конного войска. Однако арьергардные суда во главе с князем Иваном Палецким, перевозившие значительную часть припасов и осадных орудий, попали в засаду, которую устроили на Волге союзные Казанскому ханству черемисы. Соорудив в узком месте Волги, где она «усеяна островами», запруду из деревьев, черемисы напали на русские корабли и затопили немалое их количество. В результате этого войско под Казанью осталось без значительной части припасов и осадной артиллерии. Также черемисам удалось разгромить шедший к Казани полтысячный отряд всадников, о чём писал Сигизмунд Герберштейн.

## Ход сражения
Конная рать Хабара Симского и Воронцова, преодолевая сопротивление чувашей и черемисов, вышла к реке Свияге на Итяково поле, где её ожидало большое казанское войско, возглавляемое воеводами Отучем и Талышем. В состав войска входило помимо казанских воинов чувашско-марийско-мордовское ополчение. Казанцы ударили по русскому войску первыми. Завязалась ожесточённая битва, продлившаяся трое суток, что являлось для той эпохи редкостью. В итоге русские одолели противника. Как писалось в Лицевом летописном своде, «...на том бою многых князей и мурз и татар и черемису и чювашу избиша, и иных князей и мурз многих живых поимаша». Многие бежавшие были убиты при преследовании, многие утонули в Свияге и Волге. Лишь немногим удалось спастись — на ладьях или рассеявшись по лесу. Предводитель казанцев Отуч был пленён и доставлен в Москву.

## Последствия
Благодаря победе на Итяковом поле, русская конная рать могла присоединиться к воинам судовой рати, ожидавшим в острожке под Казанью и испытывавшим из-за поражения флотилии Палецкого острую нехватку припасов. Подход Хабара Симского и Воронцова позволил перейти к активным осадным действиям. Осада не увенчалась взятием города, но принудила казанцев к миру. По условиям мирного договора, ежегодная Казанская ярмарка была перенесена на русскую территорию.
Разгром основных сил Казанского ханства в битве на Итяковом поле уберёг Русское государство от поражения в войне и обеспечил спасение судовой рати, оказавшейся под Казанью в критическом положении.